# Janikowo (województwo warmińsko-mazurskie)
Janikowo (niem. Hanshagen) – wieś w Polsce położona w województwie warmińsko-mazurskim, w powiecie bartoszyckim, w gminie Górowo Iławeckie. W latach 1975–1998 miejscowość administracyjnie należała do województwa olsztyńskiego.

## Historia
Wieś, pod nazwą Hanshagen, wymieniana w dokumentach z 1414 r., opisujących straty poniesione w wojnie polsko-krzyżackiej. Straty Janikowa oszacowano na 300 grzywien. W 1469 Zakon oddał wieś w zastaw za długi jednemu z dowódców wojsk zaciężnych. W wieku XVI Janikowo było dzierżawione przez rodzinę von Kreytzen. W tym czasie było samodzielna parafią ewangelicką pod patronatem roku von Kreytzenów z Piast Wielkich (po wybudowaniu kościoła w Piastach, Janikowo zostało do niego przyłączone, a kościół stał się filialnym). W XIX w. Janikowo było wsią królewską (należącą do państwa).
Kościół zbudowano najprawdopodobniej w XVI w. W latach późniejszych był wielokrotnie przebudowywany. W czasach reformacji był w posiadaniu protestantów. Po 1945 r. przejęli go w użytkowanie katolicy. Obecnie jest kościołem filialnym parafii Pieszkowo pw. Matki Boskiej Różańcowej.
Szkoła powstała wraz z budową kościoła, a więc już w XVI w. W latach 1737–1741 poddano ja nadzorowi państwowemu. W 1935 r. w szkole zatrudniony był jeden nauczyciel, a uczęszczało do niej 84 uczniów. Po wojnie, szkołę uruchomiono w 1946 r. Jej organizatorem i pierwszym kierownikiem był Władysław Stefanowicz (nauczyciel pochodzący z Wileńszczyzny). Szkołę podstawową w Janikowie zlikwidowano w 1978 r.
W 1939 r. we wsi mieszkało 457 osób.
W 1983 r. Janikowo było wsią o zwartej zabudowie z 51 domami i 234 mieszkańcami. W tym czasie we wsi były 53 indywidualne gospodarstwa rolne, obejmujące 542 ha ziemi. Hodowano w nich 492 sztuki bydła (w tym 236 krów mlecznych), 362 sztuki świń, 68 koni i 106 owiec. Wieś miała elektryczne oświetlenie ulic, klub, salę kinową na 40 miejsc i punkt biblioteczny. Działały także dwa prywatne zakłady rzemieślnicze (stolarski i ślusarsko-kowalski).

## Zabytki
Rzymskokatolicki kościół pw. Matki Boskiej Różańcowej, salowy kościół z kamienia polnego i cegły, wzniesiony zapewne na przełomie XV i XVI w., wielokrotnie przebudowywany, m.in. po pożarze z 1896 r. był odrestaurowywany. Wieża w dolnej części (przyziemie) murowana, górna część drewniana (szalowana). 10 czerwca 1985 r. spłonął po uderzeniu pioruna. Staraniem wiernych oraz ówczesnego proboszcza Tadeusza Hernogi został odbudowany i odnowiony.